# Pro hac vice
Pro hac vice — латинское выражение, означающее «для данного случая», «в этот раз». Употребляется как юридический термин в гражданском праве некоторых стран, а также в римском и каноническом праве.

## Употребление в гражданском праве
В юридической практике США выражение pro hac vice употребляют при предоставлении судом разрешения юристу на одноразовое представительство в суде или консультирование по делу в случае, если данный юрист не имеет общей лицензии в подобных делах.

## Употребление в римском и каноническом праве
В римском и каноническом праве выражение pro hac vice употребляется для описания одноразового административного воздействия, которое составляет исключение из общепринятого правила.
В Annuario Pontificio — официальном статистическом справочнике Римско-католической Церкви, данное выражение употребляют, когда титулярная епархия для конкретного титулярного архиепископа возвышается до уровня архиепархии (чаще всего это бывает, когда назначают апостольских нунциев и секретарей ведомств Римской Курии). Это означает, что при последующих назначениях на данный титулярный престол она снова станет епархией. Подобно при именовании кардиналов Папа римский иногда назначает кардиналу-священнику как титул — римскую диаконию, возвышенную в данном случае (pro hac vice) до уровня титулярной церкви. При последующих назначениях этой церкви ей возвращается статус диаконии.

## Pro illa vice
При описании аналогичного одноразового административного воздействия, имевшего место в прошлом, употребляется выражение pro illa vice («для того случая», «на тот раз»).